# Триумфальные арки (Новочеркасск)
Триумфальные арки Новочеркасска — памятники русского классицизма. Монументальный комплекс состоит из двух триумфальных арок — западной и северной, расположенных соответственно на юго-западе и севере Новочеркасска. Сооружены в 1817 году в честь победы в Отечественной войне 1812 года, символизируют величие вклада Донского казачества в борьбе с Наполеоном. Единственные в своём роде на юге России триумфальные ворота являются объектами культурного наследия федерального значения.

## Описание
Идентичные арки выдержаны в стиле позднего классицизма. Массивный пилон каждой из них прорезан арочным проемом и украшен строгим филенчатым поясом. Антаблемент мощного дорического ордера поддерживают двенадцать колонн. Каждая колонна вверху увенчана небольшим выступом и каменным шаром. Пластически цельный в частях и деталях объём арок завершен аттиком. Ансамбль северной арки венчает бронзовая военная арматура из доспехов казачьей амуниции и боевых предметов: кольчуг, флагов, сабель, щитов, пушек и ядер. В сочетании с фигурами Слав, летящих над сводами проемов, доспехи усиливают особое мемориальное звучание памятника.

Материал арок — пиленый известняк. Поверхность арок, включая аттики, оштукатурена и окрашена в желто-белый цвет. Новочеркасские арки послужили прообразом Нарвских ворот в Санкт-Петербурге, которые были построены в 1833 году по проекту архитектора В. П. Стасова. На аттике северной арки высечены слова:
Объемлемы восторгом, радостью сердца,
Спешат во сретенье монарха и отца,
Се Александр днесь ту же благость нам явил,
Чем в первый раз Великий Петр нас озарил

## История

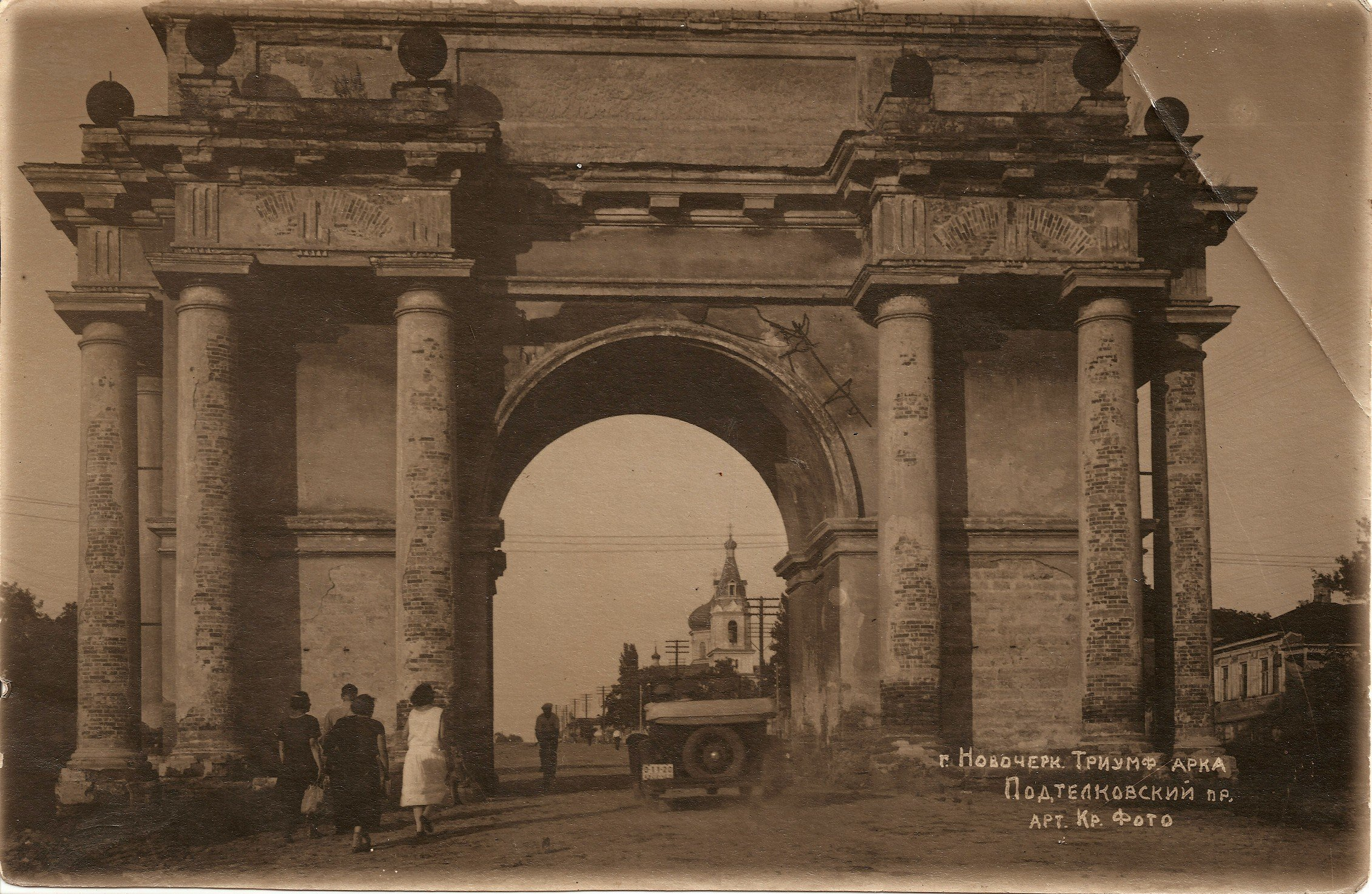
Западная триумфальная арка в первой половине 1930-х годов

В 1817 году в Новочеркасске ожидали визита Императора Александра I. Атаман М. И. Платов по случаю приезда государя принял решение соорудить в городе две триумфальные арки, поскольку не было известно, с какой стороны приедет император — с западной, то есть по старой Ростовской дороге, или с северо-восточной по Московскому тракту. По некоторым сведениям проект арок предложил местный архитектор. Краеведы и историки не раз обсуждали и предполагали, что возможно автором ворот был архитектор Алессандро Руска или его брат Луиджи Руска, который строил в это время в Новочеркасске войсковой Вознесенский собор. Триумфальные арки долгое время были главной за неимением других архитектурных памятников достопримечательностью города.
В советский период арки были запущены, с них сняли на переплавку всю бронзовую отделку. Был наложен негласный запрет на упоминание самого предназначения арок. В 2000-х по имевшимся фотографиям и чертежам была произведена реставрация арок. Восстановлены декоративные элементы, шары, барельефы. Установлена мемориальная доска с разъяснением мотива памятника.

## Галерея

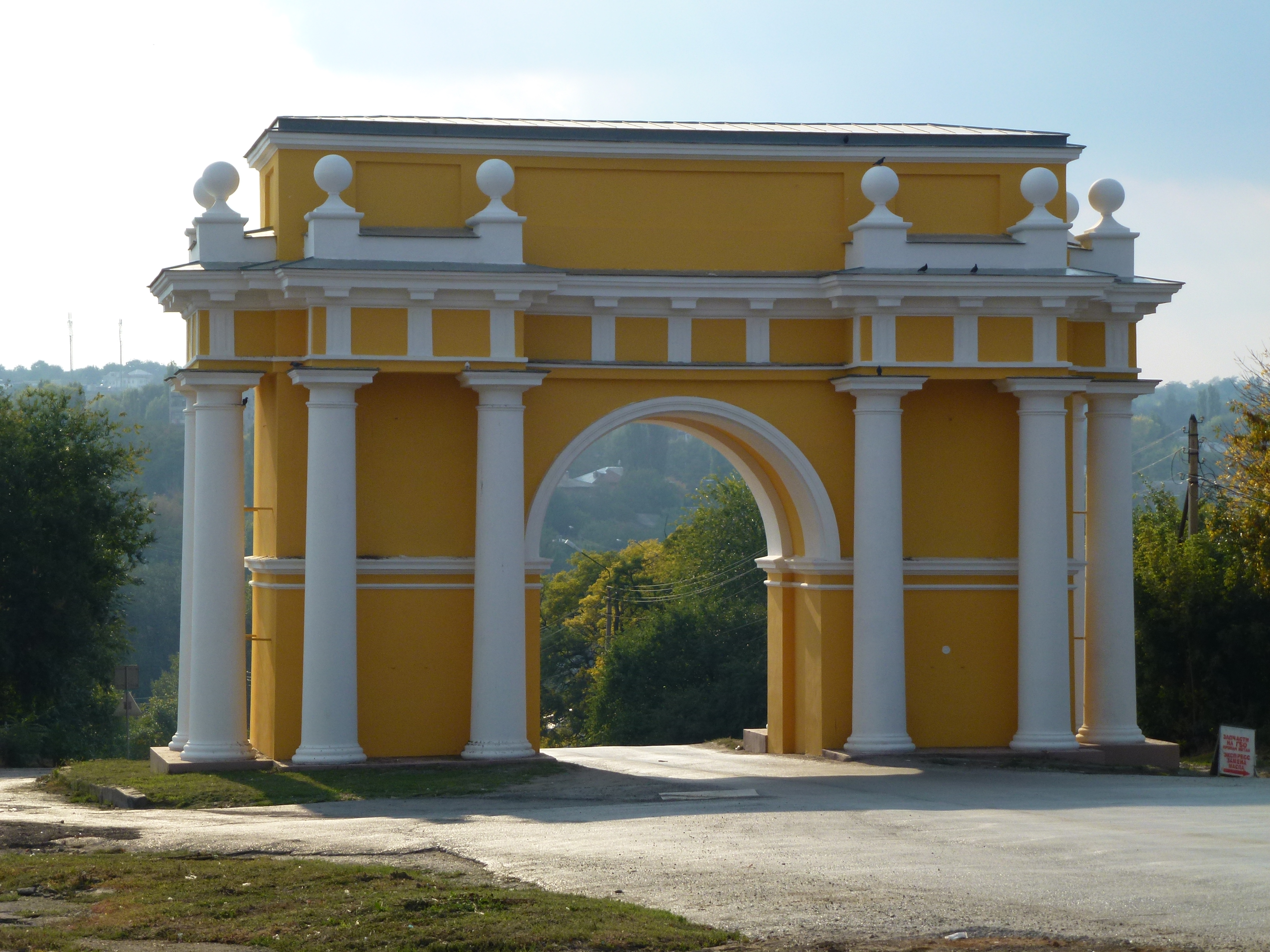
Западная триумфальная арка
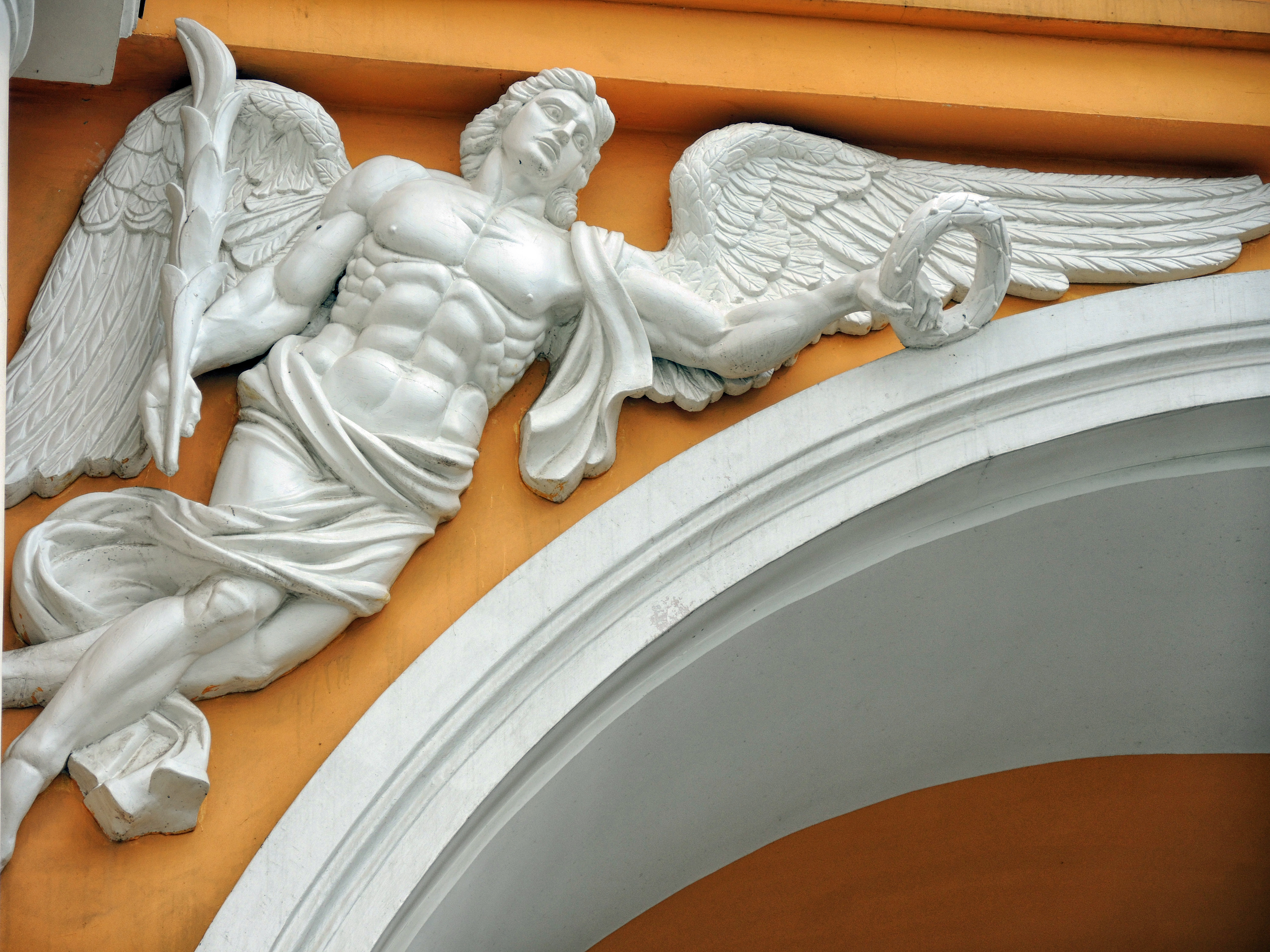
Скульптура славы
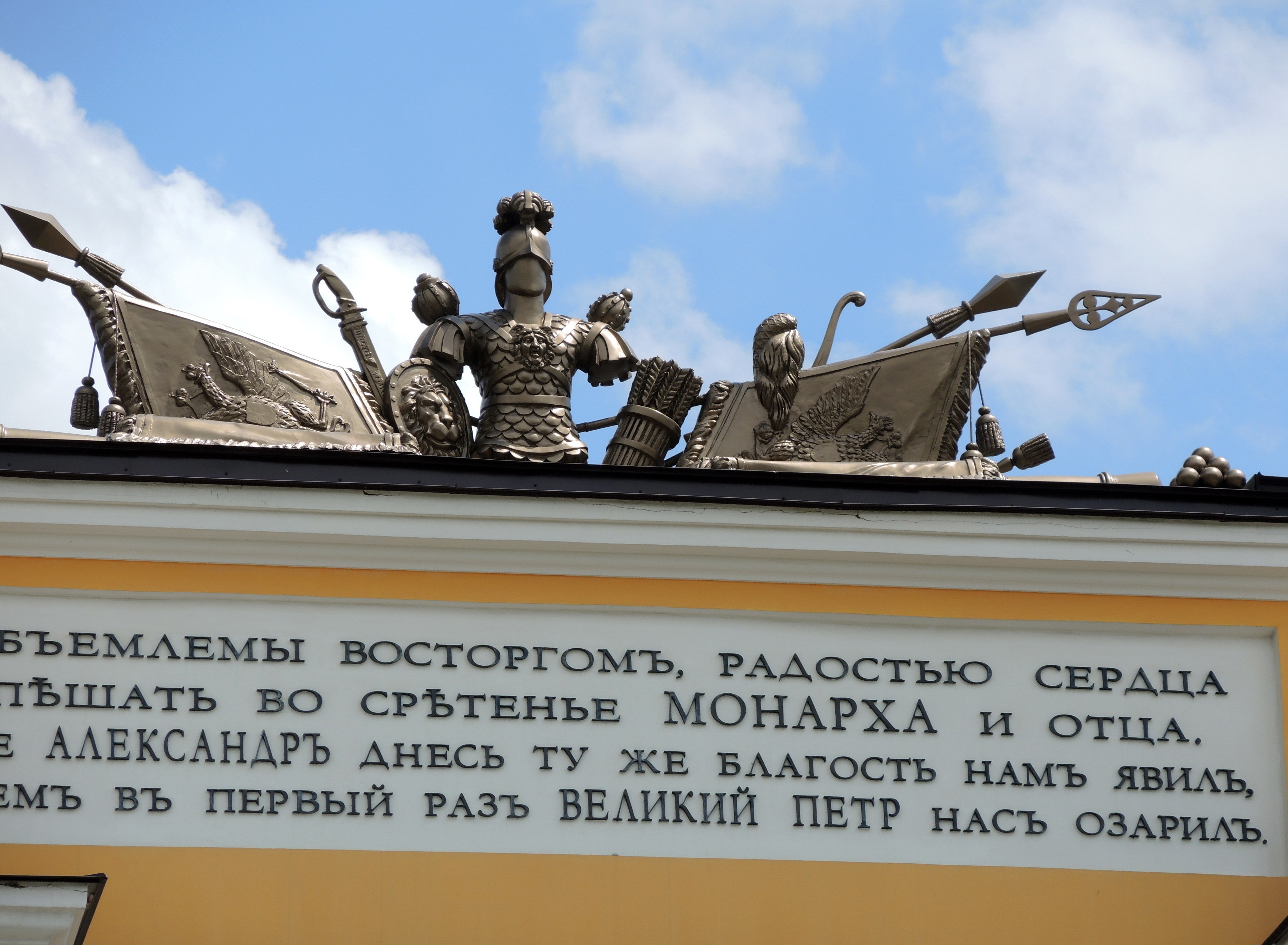
Аттик северной арки